# 土井幸平
土井 幸平（どい こうへい、1939年 - ）は、大阪市立大学工学部建築学科、環境都市工学科・大東文化大学環境創造学部元教授、豊島区都市計画審議会会長、板橋区景観審議会会長、埼玉県都市計画審議会会長、東京都建築審査会委員（都市計画）　などを歴任した日本の都市計画家。 都市計画コンサルタント協会・マスター都市プランナー。

## 経歴
1962年東京大学工学部建築学科卒業、1964年同大学院数物系研究科建築学専攻修士課程・1967年博士課程修了。1967年に民間都市計画コンサルタントとして都市計画設計研究所を設立し代表。1993年東京大学学位博士(工学)取得。1995年ひろしま街づくりデザイン賞・大賞受賞。
その後大阪市立大学工学部建築学科、環境都市工学科教授として街づくり研究会メンバーや大阪市・大阪府・高槻市等の都市計画審議会委員を歴任。

## 著作
- 『新建築学大系〈16〉都市計画』(彰国社、1997)、『建築と社会』に記録された関東大震災からの教訓--その後教訓は十分生かされたのか(2008).阪神・淡路大震災の調査報告《紀要特別号》 アーバン・パターン 都市の計画と設計 - A．B．ガリオン／著 S．アイスナー／著（翻訳）[11]